# Калмыцкая Википедия
Калмы́цкая Википе́дия (калм. Хальмг Бикипеди) — раздел Википедии, свободной энциклопедии на калмыцком языке. Слово Бикипеди (Википедия) начинается с Б так как начальная В несвойственна калмыцкому языку.
Запрос на создание данного языкового раздела был подан 31 декабря 2005 года. В ходе голосования 35 участников единогласно поддержали создание раздела, в результате чего 24 марта 2006 года калмыцкий раздел Википедии был запущен
На 1 октября 2017 года содержит 2074 статьи (216 место).

## Проблемы
Основными проблемами калмыцкой Википедии являются: недостаток активных участников, авторитетных письменных источников на калмыцком языке, собственно проблемы языка как миноритарного, находящегося под угрозой исчезновения (по версии ЮНЕСКО).

## Война переименований
20 июня 2009 года в калмыцкой Википедии отмечен случай «войны переименований» (см.
(1), (2), (3) — на русском языке). Велась дискуссия о названиях стран и народов в калмыцком языке. В результате дискуссия была отложена (4).